# Franz Söss
Franz Söss (ur. 30 listopada 1912, zm. 20 września 1949) – zbrodniarz hitlerowski, członek załogi obozu koncentracyjnego Majdanek i SS-Rottenführer. Skazany 13 kwietnia 1949 przez polski sąd na karę śmierci przez powieszenie. Wyrok wykonano we wrześniu 1949.